# Кубасов Борис Васильович
Борис Васильович Кубасов (28 березня 1898, місто Харків — ?, місто Москва) — радянський діяч, відповідальний секретар Харківського окружного комітету КП(б)У, 1-й секретар Хакаського обласного комітету ВКП(б).

## Життєпис
Народився в родині приймальника цукрового буряка. У 1908 році закінчив церковнопарафіяльну школу при Харківському цукровому заводі. У 1912 році закінчив три класи гімназії в місті Харкові.
З червня 1913 по березень 1915 року — хлопчик із найму в різних приватних фірмах міста Харкова. У квітні — грудні 1915 року — конторський учень в маєтку Г.І. Рибоп'єра в селищі Святі гори Харківської губернії. З січня по квітень 1916 року — хлопчик на миловарному заводі Харкова.
У травні 1916 — березні 1918 року — конторник, секретар революційного комітету управління Південних залізниць у Харкові.
Член РСДРП(б) з серпня 1917 року.
У квітні 1918 року — червоногвардієць загону Південних залізниць на станції Харків. З серпня по грудень 1918 року працював у Харківському підпільному комітеті РКП(б).
У січні — липні 1919 року — секретар Івано-Лисогорського районного комітету КП(б)У міста Харкова.
У серпні 1919 — травні 1920 року служив у Червоній армії, був політпрацівником політичного відділу 12-ї армії на станціях Новозибкове, Ніжин, Харків та Київ.
У травні 1920 — січні 1921 року — інструктор, завідувач організаційного відділу політвідділу Південних залізниць у Харкові.
У лютому 1921 — жовтні 1923 року — відповідальний секретар Івано-Лисогорського районного комітету КП(б)У міста Харкова.
У жовтні 1923 — листопаді 1925 року — відповідальний секретар Харківського окружного комітету КП(б)У.
У листопаді 1925 — серпні 1927 року — завідувач організаційного відділу Харківського окружного комітету КП(б)У.
У вересні 1927 — травні 1929 року — слухач курсів марксизму при Комуністичній академії ЦВК СРСР у Москві.
У червні 1929 — жовтні 1930 року — відповідальний інструктор Народного комісаріату землеробства РРФСР у Москві.
У листопаді 1930 — грудні 1933 року — завідувач агітаційно-масового відділу, завідувач відділу кадрів Західно-Сибірського крайового комітету ВКП(б) у місті Новосибірську.
З січня по грудень 1934 року — 1-й секретар Барнаульського міського комітету ВКП(б) Західно-Сибірського краю.
У січні 1935 — лютому 1937 року — завідувач промислового відділу Красноярського крайового комітету ВКП(б); голова Організаційного бюро ВЦРПС по Красноярському краю.
9 лютого — 20 жовтня 1937 року — 1-й секретар Хакаського обласного комітету ВКП(б).
З січня по серпень 1938 року — старший інспектор із заготівель тресту «Маслопром» у місті Красноярську.
17 серпня 1938 року заарештований органами НКВС у місті Красноярську. Перебував у красноярській в'язниці, звільнений 16 січня 1940 року.
У липні 1940 — червні 1941 року — старший лаборант кафедри Московського учительського інституту іноземних мов.
У липні 1941 року добровольцем пішов до Червоної армії. У липні 1941 — серпні 1942 року — рядовий 110-ї стрілецької дивізії. У серпні 1942 — липні 1943 року — замполіт 51-ї окремої гужотранспортної роти. У липні 1943 — серпні 1944 року — військовий представник інтендантського управління 3-го Білоруського фронту. У серпні 1944 — серпні 1945 року — інспектор відділу штабу 3-го Білоруського фронту.
У вересні 1945 — жовтні 1946 року — заступник із адміністративно-господарської роботи директора Московського інституту іноземних мов. У жовтні 1946 — листопаді 1953 року — завідувач кабінету марксизму-ленінізму Московського державного педагогічного інституту іноземних мов. Одночасно, з лютого 1951 по листопад 1953 року — заступник секретаря партійного бюро із організаційно-партійної роботи Московського державного педагогічного інституту іноземних мов.
У листопаді 1953 — березні 1960 року — секретар партійного бюро Московського державного педагогічного інституту іноземних мов.
З березня 1960 року — персональний пенсіонер союзного значення в Москві.

## Звання
- старший лейтенант адміністративної служби

## Нагороди
- орден Вітчизняної війни ІІ ст. (6.04.1985)
- ордени
- медалі